# Juville
Juville est une commune française située dans le département de la Moselle en région Grand Est.

## Géographie
| Moncheux | Tragny  | Thimonville |
| Foville  | Juville |             |
| Liocourt |         | Xocourt     |

### Hydrographie
La commune est située dans le bassin versant du Rhin au sein du bassin Rhin-Meuse. Elle est drainée par le ruisseau de l'Étang de Juville, le ruisseau de Nable et le ruisseau du Moulin de de Moncheux.

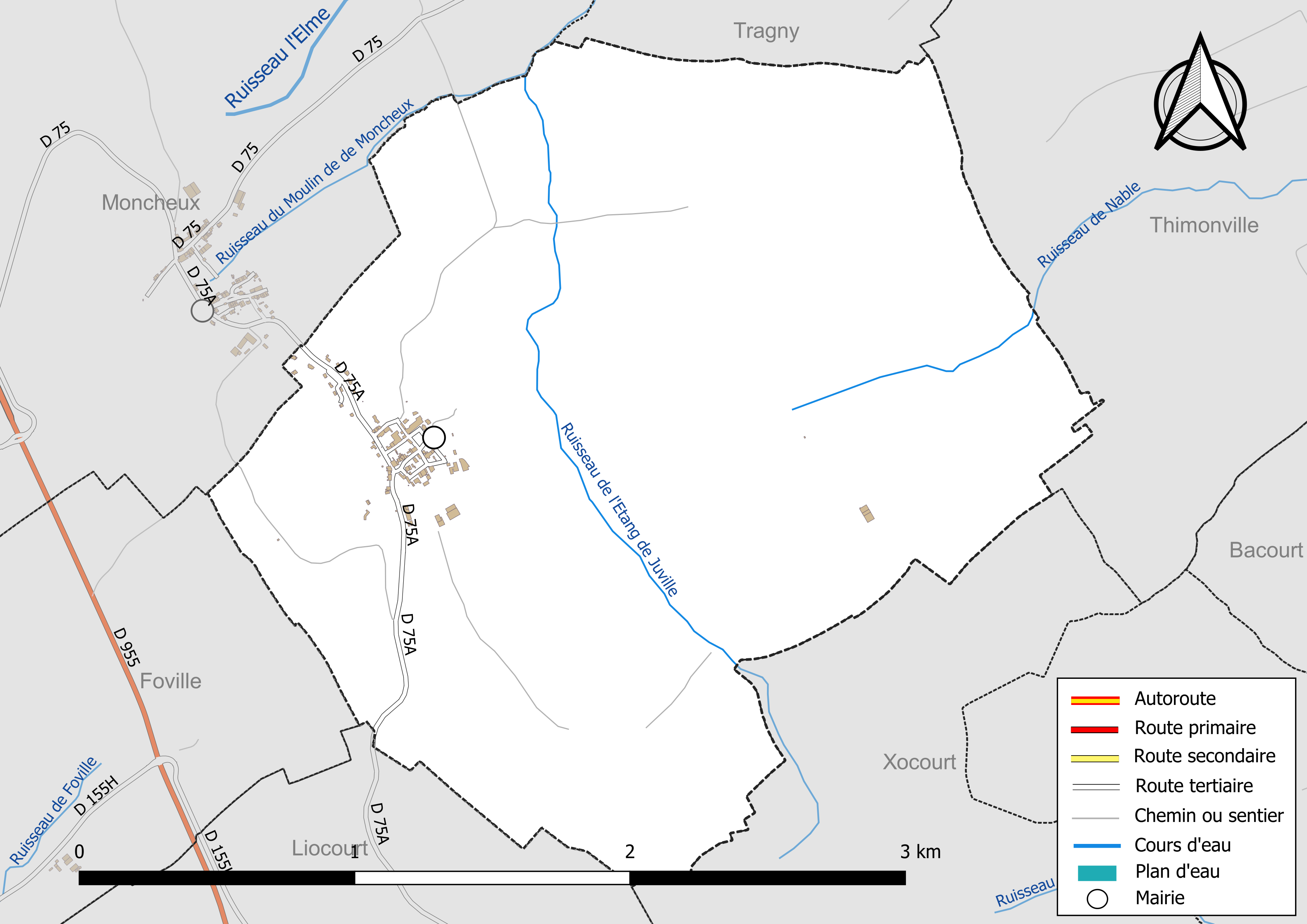
Réseaux hydrographique et routier de Juville.

### Climat
Pour des articles plus généraux, voir Climat du Grand Est et Climat de la Moselle.
En 2010, le climat de la commune est de type climat des marges montargnardes, selon une étude du Centre national de la recherche scientifique s'appuyant sur une série de données couvrant la période 1971-2000. En 2020, Météo-France publie une typologie des climats de la France métropolitaine dans laquelle la commune est exposée à un climat semi-continental et est dans la région climatique  Lorraine, plateau de Langres, Morvan, caractérisée par un hiver rude (1,5 °C), des vents modérés et des brouillards fréquents en automne et hiver. 
Pour la période 1971-2000, la température annuelle moyenne est de 9,5 °C, avec une amplitude thermique annuelle de 16,9 °C. Le cumul annuel moyen de précipitations est de 816 mm, avec 12,2 jours de précipitations en janvier et 9,3 jours en juillet. Pour la période 1991-2020, la température moyenne annuelle observée sur la station météorologique de Météo-France la plus proche, « M.n.l. », sur la commune de Goin à 11 km à vol d'oiseau, est de 10,7 °C et le cumul annuel moyen de précipitations est de 678,8 mm. 
La température maximale relevée sur cette station est de 39,5 °C, atteinte le 24 juillet 2019 ; la température minimale est de −16,3 °C, atteinte le 2 janvier 1997,,. 
Les paramètres climatiques de la commune ont été estimés pour le milieu du siècle (2041-2070) selon différents scénarios d'émission de gaz à effet de serre à partir des nouvelles projections climatiques de référence DRIAS-2020. Ils sont consultables sur un site dédié publié par Météo-France en novembre 2022.

## Urbanisme

### Typologie
Au 1er janvier 2024, Juville est catégorisée commune rurale à habitat dispersé, selon la nouvelle grille communale de densité à sept niveaux définie par l'Insee en 2022.
Elle est située hors unité urbaine. Par ailleurs la commune fait partie de l'aire d'attraction de Metz, dont elle est une commune de la couronne,. Cette aire, qui regroupe 245 communes, est catégorisée dans les aires de 200 000 à moins de 700 000 habitants,.

### Occupation des sols
L'occupation des sols de la commune, telle qu'elle ressort de la base de données européenne d’occupation biophysique des sols Corine Land Cover (CLC), est marquée par l'importance des territoires agricoles (88,5 % en 2018), en diminution par rapport à 1990 (89,6 %). La répartition détaillée en 2018 est la suivante : 
terres arables (66,1 %), prairies (22,5 %), forêts (7,6 %), zones urbanisées (3,8 %). L'évolution de l’occupation des sols de la commune et de ses infrastructures peut être observée sur les différentes représentations cartographiques du territoire : la carte de Cassini (XVIIIe siècle), la carte d'état-major (1820-1866) et les cartes ou photos aériennes de l'IGN pour la période actuelle (1950 à aujourd'hui).

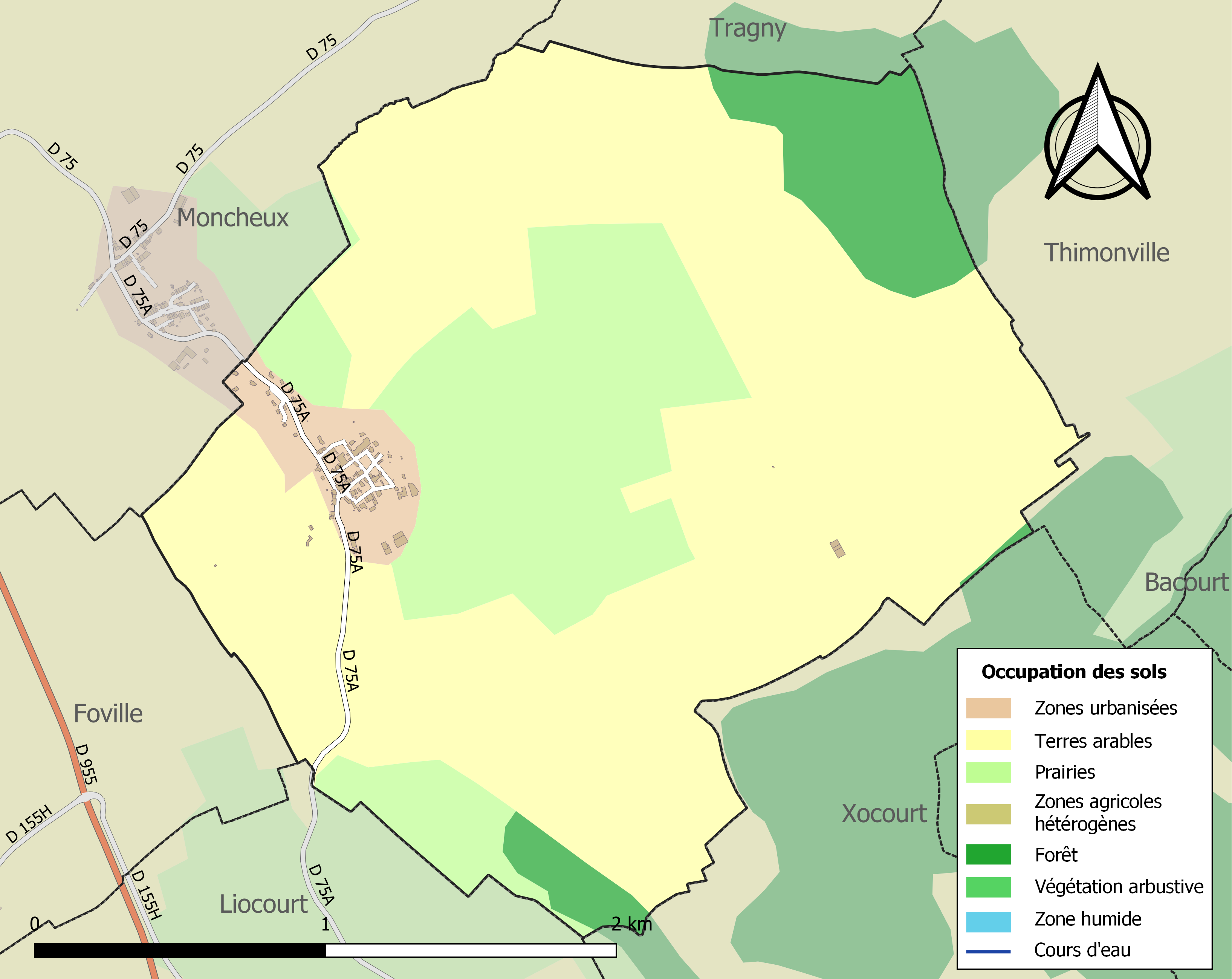
Carte des infrastructures et de l'occupation des sols de la commune en 2018 (CLC).

## Toponymie
Attestée sous les formes Ecclesia Jovis villæ en 1177, Jovilla en 1221, Jovisvilla en 1230, Jeuville en 1262, Jueville en 1420, Juville ou Jeuville en 1719, Juweiler en 1915–1918, Jungweiler en 1940–1944.
Ecclesia Jovis villæ, en 1177, signifie  une « église du village de Jupiter ».

## Histoire
- Village du pays messin, dépendance de l'abbaye de Gorze puis vieux domaine de l'abbaye Saint-Vincent dont le seigneur de Viviers était le protecteur.
- Dévastée par Arnoul de Fénétrange en 1489.
- De 1790 à 2015, Juville était une commune de l'ex-canton de Delme.
- Le 19 novembre 1940, les habitants sont expulsés du village et exilés à Razès et Saint-Pardoux ; ils reviendront à partir du 12 mai 1945.
- Le 8 novembre 1944, le village est bombardé par un escadron de P47[13].

## Politique et administration
| Période                                  | Période   | Identité          | Étiquette | Qualité            |
| ---------------------------------------- | --------- | ----------------- | --------- | ------------------ |
| mars 1989                                | mars 1995 | Georges Lelorrain |           |                    |
| mars 1995                                | mars 2008 | Odile Gnemmi      |           | marchande de biens |
| mars 2008                                | 2011      | Olivier Spiegel   |           |                    |
| 2011                                     | En cours  | Hervé Blasselle   |           | enseignant         |
| Les données manquantes sont à compléter. |           |                   |           |                    |

## Démographie
L'évolution du nombre d'habitants est connue à travers les recensements de la population effectués dans la commune depuis 1793. Pour les communes de moins de 10 000 habitants, une enquête de recensement portant sur toute la population est réalisée tous les cinq ans, les populations de référence des années intermédiaires étant quant à elles estimées par interpolation ou extrapolation. Pour la commune, le premier recensement exhaustif entrant dans le cadre du nouveau dispositif a été réalisé en 2007.

En 2022, la commune comptait 138 habitants, en évolution de +15,97 % par rapport à 2016 (Moselle : +0,52 %, France hors Mayotte : +2,11 %).
| 1793 | 1800 | 1806 | 1821 | 1831 | 1836 | 1841 | 1846 | 1851 |
| ---- | ---- | ---- | ---- | ---- | ---- | ---- | ---- | ---- |
| 345  | 379  | 330  | 358  | 334  | 368  | 374  | 373  | 328  |

| 1856 | 1861 | 1871 | 1875 | 1880 | 1885 | 1890 | 1895 | 1900 |
| ---- | ---- | ---- | ---- | ---- | ---- | ---- | ---- | ---- |
| 336  | 325  | 280  | 245  | 232  | 218  | 213  | 217  | 197  |

| 1905 | 1910 | 1921 | 1926 | 1931 | 1936 | 1946 | 1954 | 1962 |
| ---- | ---- | ---- | ---- | ---- | ---- | ---- | ---- | ---- |
| 193  | 187  | 150  | 141  | 107  | 123  | 91   | 86   | 78   |

| 1968 | 1975 | 1982 | 1990 | 1999 | 2006 | 2007 | 2012 | 2017 |
| ---- | ---- | ---- | ---- | ---- | ---- | ---- | ---- | ---- |
| 84   | 90   | 64   | 80   | 98   | 106  | 107  | 116  | 119  |

| 2022 | - | - | - | - | - | - | - | - |
| ---- | - | - | - | - | - | - | - | - |
| 138  | - | - | - | - | - | - | - | - |

## Héraldique
| Blason de Juville | Blason  | Mi-parti : au 1er de gueules à deux saumons d'argent cantonnés de quatre croix recroisetées au pied fiché du même, au 2e de gueules à la fleur de lis d'argent florencée de deux palmes de sinople. |
| Blason de Juville | Détails | |

## Lieux et monuments
- Passage d'une voie romaine.
- La commune de Juville s'est dotée d'une piscine municipale en 1976. Elle était publique et gratuite, pendant une douzaine d'années[18].

## Édifice religieux

### Église Saint-Maurice

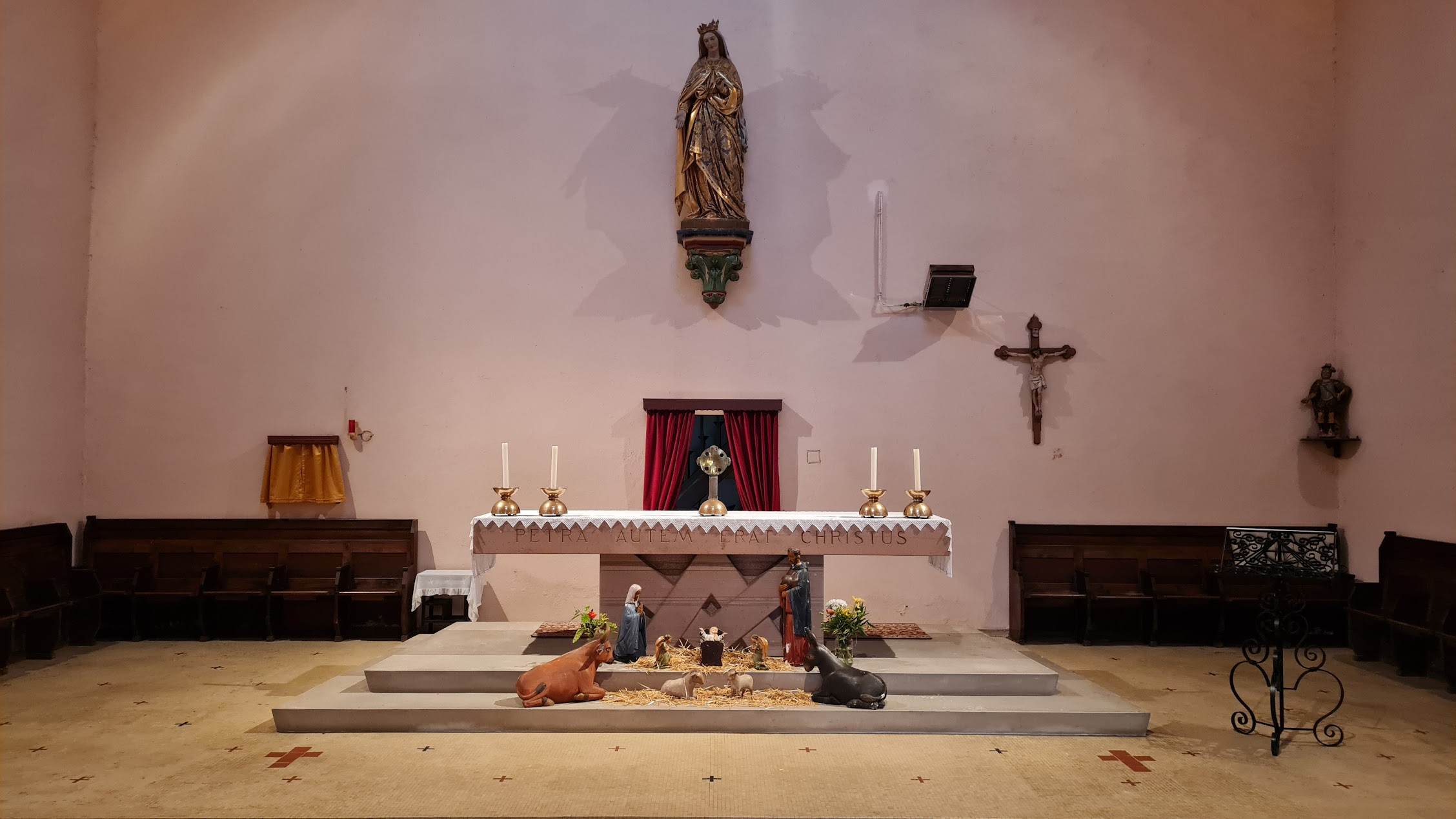
Autel de l'église de Juville à Noël 2022

L'église Saint-Maurice, dans sa configuration actuelle, date de 1955. Elle a été bâtie à la suite de la destruction de la précédente lors d'un bombardement en 1944.

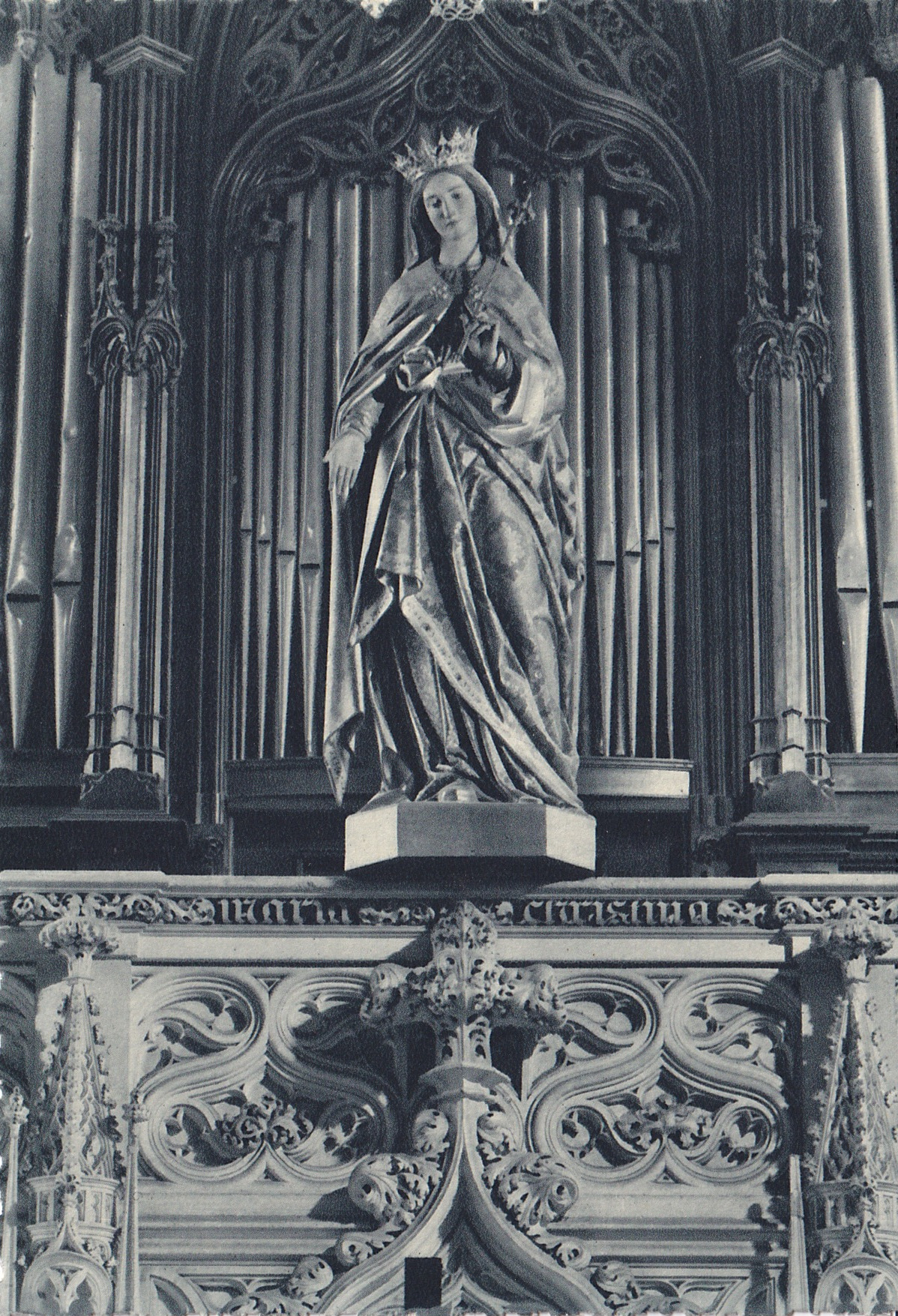
La Vierge de Hautecombe

L'autel est surmonté d'une statue de la Vierge Marie provenant de l'abbaye de Hautecombe. Son histoire est relatée dans une carte postale commémorative : 

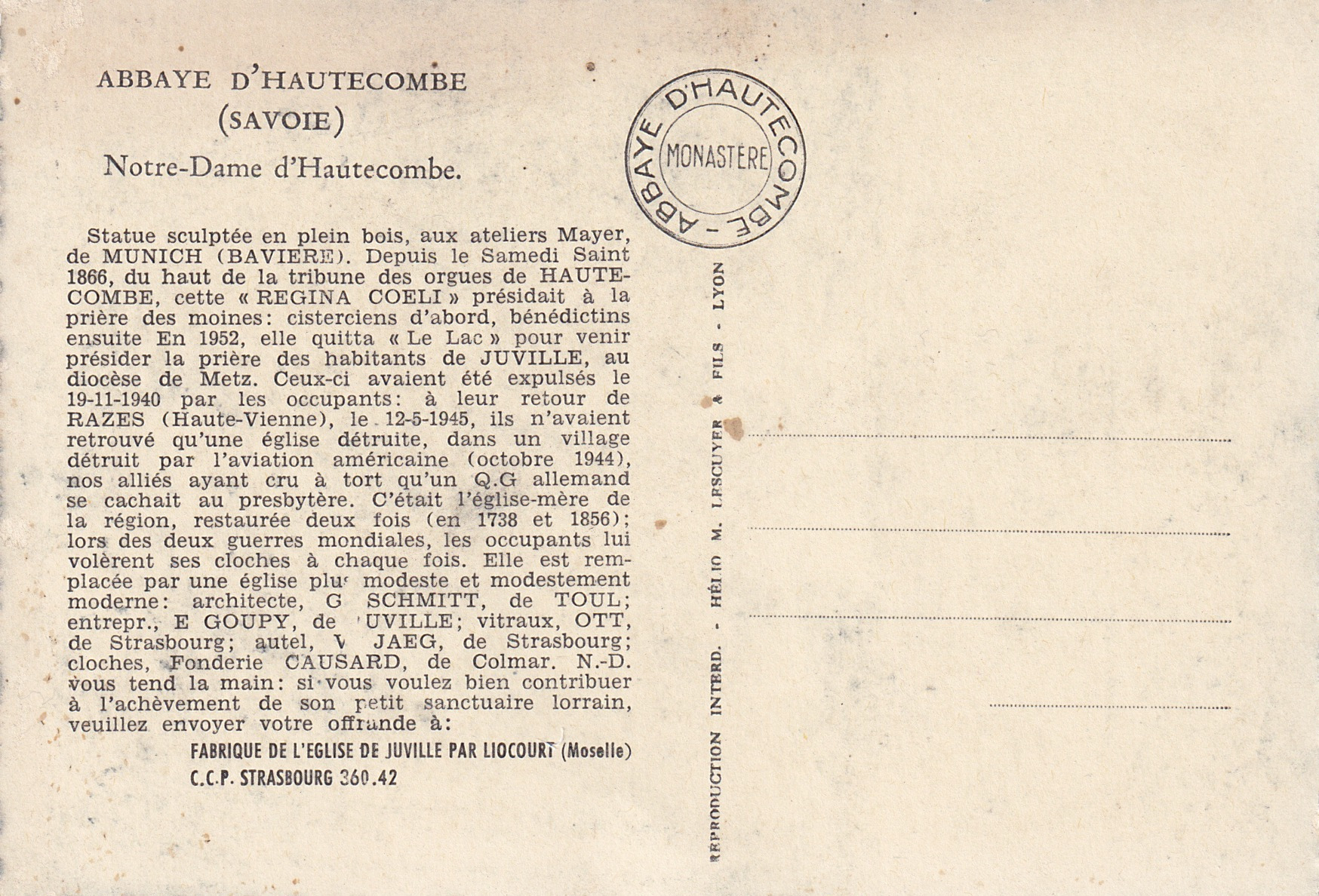
carte commémorative - verso

Statue sculptée en plein bois, aux ateliers Mayer, de MUNICH (BAVIERE). Depuis le Samedi Saint 1866, du haut de la tribune des orgues de HAUTE-COMBE, cette « REGINA COELI » présidait à la prière des moines: cisterciens d’abord, bénédictins ensuite En 1952, elle quitta « Le Lac» pour venir présider la prière des habitants de JUVILLE, au diocèse de Metz. Ceux-ci avaient été expulsés le 19-11-1940 par les occupants : à leur retour de RAZES (Haute-Vienne), le.12-5-1945, ils n'avaient retrouvé qu’une église détruite, dans un village détruit par l’aviation américaine (octobre 1944), nos alliés ayant cru à tort qu’un Q.G allemand se cachait au presbytère. C'était l’église-mère de la région, restaurée deux fois (en 1738 et 1856) ; lors des deux guerres mondiales, les occupants lui volèrent ses cloches à chaque fois. Elle est remplacée par une église plu‘ modeste et modestement moderne : architecte, G SCHMITT, de TOUL ; entrepr., E GOUPY, de JUVILLE ; vitraux, OTT, de Strasbourg ; autel, V JAEG, de Strasbourg ; cloches, Fonderie CAUSARD, de Colmar. 
Avant la Seconde Guerre mondiale l'église était dotée de 3 cloches coulées par Fanier de Robécourt en 1925, cependant deux d'entre elles disparaissent durant la seconde guerre mondiale. Ces dernières seront remplacées par deux cloches Causard (de Colmar) en 1958.
|  |  |  |
|  |  |  |

Sur la première (1958, note LA3) on peut lire :
JE REMPLACE LES DEUX CLOCHES
ENLEVEES PAR L'OCCUPANT PENDANT L'EXPULSION DES HABITANTS DE JUVILLE
A RAZES ET ST.PARDOUX-HteVIENNE
1940-1945
Sur la seconde (1958, note SOL3) :
N.D.DE LOURDES EN CE CENTENAIRE DE VOS APPARITIONS 1958 BENISSEZ LES FAMILLES DE JUVILLE
ADRIAN-ZWINGER   GOUPY ENTREPR.
ANDRE-BOUR   GRANDIDIER L.ANDRE MAIRE
ANDREZ-PAUCELLIER PRESID-FABRIQUE   GROSMANGIN
BERNARD-PREVOT   JACQUEMOT
BERTUOL   LELORRAIN A.F.G.
BESSAGUET   MARCHAL
BOUCHY-RENEAUX   METROT
BULTAINGAIRE   MEYER INSTITUT.
CHABAUX- MESSELIN   MINSTER
CHERRIER   RICHARD
COLAS   SAUMIER
GIRARDIN   STECKLER

VELSCH CURE
Sur la troisième (FARNIER 1925, note SI3) : 
NOUS REMPLACONS LES ANCIENNES CLOCHES DE 1858 DON DE LA COMMUNE DE JUVILLE
J'AI EU POUR PARRAIN: Mr JACQUEMOT PROSPER ET POUR MARRAINE: Mme COLAS MARIE
J'AI ETE BENITE SOUS L'INVOCATION DE St.MAURICE PATRON DE JUVILLE

Georges FARNIER fondeur à ROBECOURT (vosges)

## Personnalités liées à la commune
- Jean Pezon, aviateur français de la Grande Guerre